# Mariborski grad
Za grad na Piramidi nad Mariborom glej Grad Maribor.
Mariborski grad stoji na severovzhodnem robu starega mestnega jedra Maribora, v njem ima prostore Pokrajinski muzej Maribor.
Zgradil ga je grof Brandis. (Leta gradnje 1655, 1699, 1733 vzhodni prehod, 1738 hlev, 1780 stolp z uro, 1814, 1836, 1838, 1843) s pripadajočim vrtom zavzema tudi del nekdanjega mestnega jarka, po katerem  žubori ribniški potoček, ki je hkrati meja mestnega in grajskega okraja.
S stanovanskimi stavbami je bil najmočnejša utrdba v mestu, opremljena  z dvema dvoriščema, med katerima je tisto, ki je namenjeno jahalni šoli, zelo veliko; je ena izmed devetih svobodnih hiš v Mariboru; grad je najlepša in  največja stavba v mestu, ima troje vrat navzven in četrta, ki se odpirajo na ljubek vrt; na tej strani je v pritličju upravnikovo stanovanje, po zunanji strani prvega nadstropja teče dolg okrasni hodnik okrog čudovite osrednje stavbe; na severovzhodu se stika z mogočno oblastjo; le-ta ima v spodnjem nadstropju oboke, ki lahko kljubujejo topovskemu obstreljevanju; menda je bila s podzemeljskim rovom povezana z Gornjim gradom; na bastiji, ki je nekoč z dvojno vrsto topov kljubovala Turkom, so sobane grofovske družine, na severni strani sledi prijazen hodnik namesto obrambnega ob visokem utrdbenem obzidju, na južni strani, od koder se odpira pogled na Grajski trg, pa je tisti del gradu s hišno št. 2, ki so ga leta 1843 povišali za nadstropje in ki hrani za nizom 12 oken pisarne tukajšne kameralne okrajne uprave. V prejšnjih letih, ko je bil grad še ožji, obdan s štirimi vitkimi stolpiči in se je držal precej velike hišne cerkve pa so bila tukaj stanovanja uradnikov; portal proti Grajskemu trgu je okrašen s prostim, velikim kamnitim levom.